# تپه رضاقلی
تپه رضاقلی مربوط به عصر مس، سنگ و آهن است و در شهرستان قوچان واقع شده و این اثر در تاریخ ۹ آذر ۱۳۸۹ با شمارهٔ ثبت ۲۹۵۳۴ به‌عنوان یکی از آثار ملی ایران به ثبت رسیده است.